# Alifa Rifaat

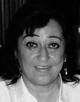
Alifa Rifaat

Alifa Rifaat (arabisch أليفة رفعت, DMG Alīfa Rifʿat; * 5. Juni 1930 in Kairo; † Januar 1996 ebenda) war eine ägyptische Schriftstellerin.
Sie schildert in ihren Erzählungen Schicksale ägyptischer Mädchen und Frauen in einer patriarchalischen Gesellschaft.

## Ausgaben
- Distant view of a minaret and other stories. Übers. Denys Johnson-Davies. Heinemann, Harlow 1983, ISBN 0-435-90271-7; wieder als TB ebd., Oxford 1987 ISBN 0-435-90912-6[3]
- Zeit der Jasminblüte. Übers. und Nachwort Nagi Naguib. Unionsverlag, Zürich 1988, 2. Aufl. 1991 ISBN 3-293-20004-4
- Die zweite Nacht nach tausend Nächten. Erzählungen. übersetzt von Suleman Taufiq. Edition Orient, Berlin 1991, ISBN 3-922825-39-7.
- Erste Liebe – letzte Liebe. Erzählungen. Übers. Suleman Taufiq. Edition Orient, Berlin 1989, ISBN 3-922825-10-9. Wieder Deutscher Taschenbuchverlag, dtv, München 1992, ISBN 3-423-11586-6[4]
- Die Mädchen von Burdain. Übers. Regina Karachouli. Union, Zürich 1995, ISBN 3-293-00213-7.

## Quelle
- Bibliographisches Institut & F. A. Brockhaus AG, Der Brockhaus multimedial premium 2005, 2005